# Chad Gallagher
Chad Austin Gallagher (Rockford, Illinois, 30 de mayo de 1969) es un exjugador de baloncesto estadounidense que jugó dos en la NBA y posteriormente en la CBA, la ACB, la liga francesa y la liga argentina. Con 2,08 metros de estatura, lo hacía en la posición de pívot.

## Trayectoria deportiva

### Universidad
Jugó durante cuatro temporadas con los Bluejays de la Universidad Creighton, en las que promedió 16,0 puntos y 7,2 rebotes por partido, En sus dos últimas temporadas fue incluido en el mejor quinteto de la Missouri Valley Conference, siendo elegido en 1991 como Jugador del Año.

### Profesional
Fue elegido en la trigésimo segunda posición del Draft de la NBA de 1991 por Phoenix Suns, siendo cortado antes del inicio de la temporada. Tras verse sin equipo, se marcha a jugar al Mayoral Málaga de la liga ACB española, donde promedia 13 puntos y 6,4 rebotes antes de ser cortado en el mes de enero. Al año siguiente juega en el Cajabadajoz de la Primera División, la segunda categoría del baloncesto español, para marcharse posteriormente a su país, jugando dos temporadas en la CBA, en los Sioux Falls Skyforce y los Omaha Racers.
Estando en los Racers, recibió la oferta de un contrato de 10 días por los Utah Jazz de la NBA, donde únicamente disputó dos partidos, 3 minutos en total, en los que curiosamente anotó los tres lanzamientos que hizo a canasta sin fallo.
Tras su corta experiencia en la NBA regresa a los Racers, y al año siguiente, tras probar suerte en los Charlotte Hornets, siendo descartado a última hora, se marcha a la liga argentina, al Olimpia Venado Tuerto, donde juega una temporada. Regresa a Estados Unidos en 1995, para jugar en los Rockford Lightning. En mitad de la temporada firma por el Paris Basket Racing de la liga francesa para sustituir al lesionado Ronnie Thompkins, pero solo disputa 3 partidos, volviendo a los Lightning.
Los últimos años de su carrera deportiva transcurrirían entre la liga argentina, jugando con el Libertad de Sunchales y de nuevo en el Olimpia Venado Tuerto, y la CBA, jugando con los Florida Beach Dogs y de nuevo en los Lightning.

## Estadísticas de su carrera en la NBA

### Temporada regular
| Temporada | Edad | Equipo    | Liga | P | TIT | MIN | TC  | TCA | %TC   | 3P  | 3PA | %3P | TL  | TLA | %TL | R.OF. | R.DEF. | REB | ASIS | ROB | TAP | PER | FP  | PTS |
| 1993-94   | 24   | Utah Jazz | NBA  | 2 | 0   | 1.5 | 1.5 | 1.5 | 1.000 | 0.0 | 0.0 |     | 0.0 | 0.0 |     | 0.0   | 0.0    | 0.0 | 0.0  | 0.0 | 0.0 | 0.0 | 1.0 | 3.0 |
| Total     |      |           | NBA  | 2 | 0   | 1.5 | 1.5 | 1.5 | 1.000 | 0.0 | 0.0 |     | 0.0 | 0.0 |     | 0.0   | 0.0    | 0.0 | 0.0  | 0.0 | 0.0 | 0.0 | 1.0 | 3.0 |